# Strinz-Trinitatis
Strinz-Trinitatis ist ein Ortsteil der Gemeinde Hünstetten im westhessischen Rheingau-Taunus-Kreis.

## Geographie
Strinz-Trinitatis liegt im Taunus nördlich des Hauptkamms zwischen Limburg und der Landeshauptstadt Wiesbaden. Durch den Ort führt die Landesstraße 3275.
Im Ort befindet sich ein Naturschutzgebiet mit dem Namen Heckenberg.

## Geschichte

### Frühgeschichte
Schon vor der Ersterwähnung siedelten im heutigen Gemarkungsbereich von Strinz-Trinitatis Menschen. Im Wald Richtung Oberlibbach sieht man heute noch die Hünengräber, bzw. richtigerweise Hügelgräber, die Namensgeber für die heutige Großgemeinde Hünstetten, zu der Strinz-Trinitatis gehört.
Auch Flurnamen wie Mahell und Hermannsweg finden sich in Strinz-Trinitatis, wobei der Name „Mahell“ auf eine Thingstätte der Kelten zurückgehen soll. Ob der „Hermannsweg“ jedoch wirklich von Hermann dem Cherusker genutzt worden ist oder dieser nur so heißt, weil er parallel zum Limes verläuft, oder doch etwas ganz anderes hinter dem Namen steckt, ist nicht klar.

### Ersterwähnung
Der Ortsbereich wurde schon im 9. Jahrhundert besiedelt. Erstmals urkundlich erwähnt wurde Strinz-Trinitatis offiziell gemeinsam mit dem Nachbarort Strinz-Margarethä im Jahre 1184 in einer Urkunde, mit der Papst Lucius III. dem Kloster Bleidenstadt den Besitz beider Orte bestätigt. Beide Ortsnamen leiten sich von dem keltischen Wort Stryntz = Ödland ab. Der zweite Namensteil ist kirchlichen Ursprungs und weist auf die heilige Dreifaltigkeit (Trinitatis) hin.
In einer anderen Quelle von 1929 jedoch steht, dass Strinz zum ersten Mal urkundlich um 770–780 bei der Gründung des Klosters Bleidenstadt durch Karl den Großen erwähnt wurde.
1184 wurde der Ort Strentzge maiorem genannt. Später hieß er Strinziche, Grozen Strinzge, Obirn Strintzige, Hinder strenze, Groszen-Strynzen und Hinderstrintze, bis es 1446 zu Strintzige in Heiligen Dreyfaltigkeit kam.

### Kirchspiel Strinz-Trinitatis
Vor 1332 wurde Strinz-Trinitatis zum Sitz eines eigenen Kirchspiels. Vermutlich schon Mitte des 15. Jahrhunderts, spätestens aber 1566 war die Lehnshoheit des Klosters Bleidenstadt allenfalls nur noch formaler Natur und beide Strinz-Orte gehörten zum nassau-walramschen Amt Idstein. 1705 verlor das Kloster Bleidenstadt auch das Kirchenpatronat an Nassau-Idstein. Für 1610 sind 40 Haushaltungen im Ort überliefert, für 1700 rund 80 Einwohner.
In dem Ort steht eine Wehrkirche, deren Kirchturm aus dem 12. Jahrhundert stammt und früher eine Eigenschaft als Wehrturm hatte.

### Wüstungen im Gemarkungsgebiet Strinz-Trinitatis
Als Wüstungen bezeichnet man untergegangene, verlassene Siedlungen/Dörfer, die heute nicht mehr existieren. Meist ist von solchen Orten nicht mehr als der Name erhalten geblieben.

#### Breitenscheid
Der Ort Breitenscheid befand sich zwischen Strinz-Trinitatis und Görsroth und gehörte zum Kirchspiel Strinz-Trinitatis. Zum letzten Mal erwähnt wird er 1598 durch den Strinzer Schultheißen Adam Meckel, jedoch bestand die Siedlung zu diesem Zeitpunkt vermutlich bereits nicht mehr. Man geht davon aus, dass der Ort im Zuge der Reformation und der Bauernkriege unterging.

#### Seelbach
Die genaue Lage von Seelbach ist bis heute nicht geklärt, man vermutet es lag zwischen Panrod, Strinz und Ketternschwalbach. Erstmalig erwähnt wurde der Ort 879, wüst gefallen ist er vor 1570.

### Markt in Strinz-Trinitatis

#### Der Marktplatz
Der Marktplatz war rund mit einem tiefen Graben umgeben und lag mit Turm und Ringmauer auf der hohen Felsplatte über dem Dorfe, das unten im Tal am Bach lag und von dem aus 90 Stufen auf die Höhe führten. Die hier abgehaltenen Märkte hatten besondere Marktrechte. Im Volksmunde wurde Strinz auch Markt-Strinz genannt, dieser Name hat sich noch in der Jetztzeit erhalten

#### Der Strinzer Markt
Nicht nur die erste Lateinschule im Herrschaftsgebiet Nassau-Idstein, sondern auch das Marktrecht erhält Strinz-Trinitatis als erstes im Einflussbereich der Abtei Bleidenstadt. Die erste urkundliche Erwähnung fand bereits 1481 statt, aber im Laufe der nächsten Jahrhunderte sind vor allem Berichte über unrühmliche Vor- und Unfälle auf dem Strinzer Markt, die sich zwischen 1545 und 1770 zutrugen, durch Gerichtsdokumente aus Idstein und Kirberg, erhalten geblieben. Der Strinzer Markt fand ursprünglich drei Mal im Jahr statt, wobei der mittlere, auf dessen Termin heute der Hünstetter Markt fällt, der größte war.
Mit einigen Unterbrechungen, wie z. B. während des Dreißigjährigen Krieges oder in der Zeit kurz vor Beginn des Ersten Weltkrieges und in der Zeit nach 1965, wurde die Tradition des Strinzer Marktes ausgesetzt. Die Gründe dafür waren oftmals Krieg, jedoch das Ende des Strinzer Marktes brachte wohl die Industrialisierung der Landwirtschaft und damit einhergehende „Wachse-oder-weiche-Politik“, die viele kleinere viehhaltende Betriebe zur Aufgabe brachten und damit Viehmärkte überflüssig wurden bzw. ohne Absatzmöglichkeiten waren. Anfang des 20. Jahrhunderts wird noch im Mittelreihnischen Verbands-Kalender für Landwirte der dritte Strinzer Markt als Schweinemarkt im September ausgewiesen, dessen Termin in etwa mit der heutigen Strinzer Kerb am zweiten September-Wochenende übereinstimmt. Der Strinzer Markt in seiner ursprünglichen Form fand 1965 nach 484 Jahren sein Ende.

#### Der Hünstetter Markt
Nach Beendigung des Markttreibens 1965 wurde 1974 der Hünstetter Markt durch die damals noch junge Gemeinde Hünstetten in Strinz-Trinitatis ins Leben gerufen. Bis 2012 war diese auch Träger und Schirmherr, aus Kostengründen jedoch wurde dann die Trägerschaft zurück nach Strinz an den Förderverein Strinz-Trinitatis e. V. gegeben, wobei die Gem. Hünstetten nur noch die Standplätze vergibt.
Auch der Hünstetter Markt wurde bereits wie sein Vorgänger der Strinzer Markt unterbrochen. 2020 und 2021 fanden keine Märkte aufgrund der Corona-Pandemie statt.

### Schule zu Strinz-Trinitatis
Die Schule in Strinz-Trinitatis wird 1562 als erste im Einflussbereich von Nassau-Idstein als Lateinschule gegründet.

### Bergbau
Am 7. Juli 1619 gründet der Strinzer Pfarrer Johannes Jäger sen. zusammen mit seinem Bruder Dr. Reimund Jäger, dem Amtsschreiber Kilian, Johannes F. Diefenbach und versch. Adligen eine Gewerkschaft, um Bleierz aus dem Kirchberg zu fördern. Die Gesamteinlage betrug 120 Gulden, am 3. April 1620 verrechnete jedoch jeder Gewerkschaftler 13 Gulden Verlust. Am 16. Mai 1694 entstand eine neue Bergbaugewerkschaft mit dem Namen „Haus Nassau“, die 1791 ihre Grube auf dem Marktplatz an die Herren Schmidt und Gerhardi zusammen mit dem Markt- und Zollhaus als Zechenhaus veräußern. Am 4. November 1794 wurde noch einmal ein neuer Schacht abgeteuft.
Die alten Bergbaustollen werden zu Beginn des Zweiten Weltkrieges zu Luftschutzbunkern ausgebaut und sind heute nicht mehr zugänglich (zugeschüttet/überbaut/zugemauert).

### Reichsarbeitsdienstlager Strinz-Trinitatis
Am 1. Mai 1937 wurde auf dem Marktplatz der Grundstein für den Bau des ersten RAD-Lagers im Untertaunuskreis gelegt. Ursprünglich sollte das Gebäude für die Ausbildung von Führerinnen des Reichsarbeitsdienstes genutzt werden, davon wurde aber abgesehen und als Heim für den Reichsarbeitsdienst der weiblichen Jugend verwendet. Untergebracht waren in Strinz ca. 48 Maiden, die Aufsicht hatte eine Führerin, darunter noch eine Maidführerin und eine Küchenführerin.
Eingesetzt wurden sie vor allem in der Landwirtschaft, da hier nach Beginn des Krieges Arbeitskräfte fehlten, in anderen Ortsteilen, z. B. Panrod und Ketternschwalbach setzte man Kriegsgefangene ein.
| Uhrzeit           | Tätigkeit                                  |
| ----------------- | ------------------------------------------ |
| 07:00 Uhr         | Aufstehen                                  |
| vor dem Frühstück | Fahne hissen mit dem Horst-Wessel-Lied     |
| 08:00/30 Uhr      | Eintreffen auf den Bauernhöfen             |
| 15/16:00 Uhr      | Rückkehr ins RAD-Lager                     |
| Abends            | Einholen der Fahne mit dem Deutschlandlied |

Alle 4 Wochen wechselten die Maiden, die auch in Hennethal, Limbach und Wallbach zum Einsatz kamen, ihren Bauernhof. Für ihre Arbeit auf den Höfen verdienten die jungen Frauen 50 Pfennig am Tag, wochenends war frei und zusätzlich gestattete man ihnen 14 Tage Urlaub im Jahr.
Nach Ende des Krieges, im August 1945, konnte man nach Renovierungsarbeiten Heimatvertriebene aus den ostdeutschen Gebieten unterbringen. 1947 errichtete das DRK ein Erholungsheim für Kinder im Gebäude, ab 1950 zog die Strinzer Volksschule dort ein und blieb bis zu ihrer Auflösung 1965 im ehem. RAD-Lager.
Nach Auflösung der Schule wurde das Gebäude verkauft und privatisiert. Es befanden sich danach die ein Altenheim und die Gaststätte „Pizzeria Reiterhof“, sowie die Lokalitäten „Rotzlöffel“ und „Hinterland Pinte“ im Haus, bis auch diese 2013 schloss.

### Der Zweite Weltkrieg

#### Flugzeugabschüsse/-stürze in Strinz-Trinitatis

##### 12.05.1944 Absturz einer Messerschmitt Bf 109-G
Am Morgen des 12.05.1944 startete die 8. US-Luftflotte in Großbritannien mit 3 Bomberdivisionen, bestehend aus viermotorigen B17-Flying Fortress und B24-Liberator Maschinen, sowie einmotorigen Thunderbolt und Mustang Begleitflugzeugen ihren Angriff auf die Hydrierwerke in Leuna.
Ziel der amerikanischen Luftstreitkräfte war die Treibstoffindustrie mit ihren Hydrierwerken in Tröglitz, Böhlau, Leuna/Merseburg, Pölitz und Brüx.
Den 935 Bombern und unzähligen Begleitflugzeugen standen auf deutscher Seite zum ersten Mal alle Tagjagdverbände der Reichsluftverteidigung mit 470 Abfangjägern und Zerstörern entgegen, darunter die vollständigen JG (Jagdgeschwader) 3 Udet und JG 1 Oesau, sowie u. a. Teile der JG 11, JG 53 Pik As, JG 27, JG 5 Eismeer, JG 26 Schlageter, usw.
Zusätzlich wurde das „Chemiedreieck“, in dem sich die Angriffsziele befanden, durch einen Flakgürtel mit 1.100 schweren Flugabwehrkanonen geschützt.
Die Luftkämpfe spielten sich aber zum Großteil über Taunus und Wetterau ab, wobei Feldwebel Kastenhuber vom Stab des JG 11 bei Strinz-Trinitatis eine Notlandung missglückte und in der Gemarkung „Vorm Buchholz“ mit seiner Messerschmitt Bf 109-G kopfüber aufschlug und dabei ums Leben kam.

##### 31.10./01.11.1944 Absturz einer Ju 88 G-1
In der Nacht vom 31.10. auf den 01.11.1944 flog die RAF mit 101 Lancaster-Bombern einen Angriff mit dem Hauptziel Köln und der synthetischen Ölraffinerie Welheim in Bottrop.
In diesem Zusammenhang startete u. a. das deutsche NJG 7 zur Abwehr, wobei eine Ju 88 G-1 der Gruppe 4 jenes Geschwaders von einer Mosquito der 85. Squadron abgeschossen wurde und zwischen Strinz-Trinitatis und Panrod runterging. Keines der Besatzungsmitglieder überlebte.

##### Gefallene der in Strinz-Trinitatis abgestürzten Flugzeuge
| Datum      | Maschine               | Zugehörigkeit       | Name              | Dienstgrad       | Geburtstag | Geburtsort |
| ---------- | ---------------------- | ------------------- | ----------------- | ---------------- | ---------- | ---------- |
| 12.05.1944 | Messerschmitt Bf 109-G | Jagdgeschwader 11   | Kastenhuber, Hans | Feldwebel        | 19.01.1921 | Ingolstadt |
| 01.11.1944 | Junkers Ju 88 G-1      | Nachtjagdschwader 7 | Hermann, Erich    | Obergefreiter    | unbekannt  | unbekannt  |
| 01.11.1944 | Junkers Ju 88 G-1      | Nachtjagdschwader 7 | Hugo, Josef       | Fliegerobergefr. | 10.04.1921 | Stolberg   |
| 01.11.1944 | Junkers Ju 88 G-1      | Nachtjagdschwader 7 | Kermer, Oskar     | Feldwebel        | unbekannt  | unbekannt  |
| 01.11.1944 | Junkers Ju 88 G-1      | Nachtjagdschwader 7 | Wanner, Egon      | Unteroffizier    | unbekannt  | unbekannt  |

#### Kriegsende

##### Kampf um Strinz-Trinitatis
Am 28.03.1945 gegen 11 Uhr war es soweit, der Krieg kam nach Strinz. Versprengte Landser und die 1. Batterie des Flakregiments 14 unter Anleitung der 6. SS Gebirgsdivision Nord bereiteten die Verteidigung von Strinz vor.
„Um den Vormarsch der Amerikaner aufzuhalten, war ein dt. Soldat zwischen HENNETHAL und STRINZ-TRINITATIS mit einer Panzerfaust in Stellung gegangen, um anrückende feindliche Panzerkräfte zu stoppen. Dieser Soldat wurde von einem amerikanischen Spähtrupp-zu-Fuß erkannt und fiel.“
Nach der Überwindung des Vorpostens rückten die Amerikaner nun über Hennethal vor, bis die auf dem Marktplatz in Stellung gegangene Flak-Abwehrstellung der 1. Batterie, der 1. Abteilung des Flakregiments 14, die Führungsfahrzeuge erfassen und unter Beschuss nehmen konnte.
„An dem geografisch höchsten Ort, der Atzelheck, zwischen Strinz-Trinitatis und Panrod, befand sich eine Flakstellung mit einem 20 mm Flak-Geschütz (…) Dieses leichte Geschütz wurde unmittelbar vor dem Einmarsch der Amerikaner nach Strinz-Trinitatis geschafft und griff in die Abwehrkämpfe dort ein.“
Auch das oben erwähnte Geschütz, nun auf dem Zimmerplatz, eröffnete das Feuer, sodass die amerikanische Kolonne ihren Weg nicht weiterführen konnte und ihr Befehlshaber, Lt. Abernathy, gezwungen war auf in Holzhausen liegende Unterstützung zu warten, um den Ort beidseitig umgehen und in die Zange nehmen zu können. Der Plan ging auf, sodass noch am selben Tag die US-Artillerie nachrückte und mit zwei 155 mm Haubitzen „Long Toms“ zwischen Strinz und Limbach in Stellung ging. Die Amerikaner machten etwa 250 Gefangene und versenkten die Beutewaffen und Munition im alten Brandweiher am Spritzenhaus und im Brunnen des Pfarrgartens.
Während des Vormarsches der Amerikaner und den Kampfhandlungen suchten die Strinzer Schutz in den, zu Luftschutzbunkern umfunktionierten, Bergstollen. Darunter auch wenige dt. Soldaten, denen Gustav Scherer wohl noch anbot ihre Uniformen gegen Zivilkleidung zu wechseln, was sie jedoch ablehnten.
„Jedenfalls rannten die Soldaten aus dem Bunker und kamen ums Leben. Lediglich ein Soldat verließ den Bunker nicht und überlebte, wenn er auch durch die Prügel amerikanischer Soldaten schwer verletzt wurde.“
Die beim Rückzug der Deutschen noch hinderliche Ausrüstung, darunter ein Tankwagen in der Pfarrscheune und ein mit Stiefeln beladener Wagen, der zunächst im Hof der Familie Kuhn unterstand, wurden unbrauchbar gemacht.
„Strinz wurde beschossen und hat an fünf Ecken gebrannt. Neben vielen Gebäudeschäden durch Beschuss, sind das Sägewerk des Zimmergeschäftes Frankenbach, die ganze Hofreite Karl Reinhardt, die Pfarrscheune sowie die Scheunen Ernst Puff und Karl Puff I. niedergebrannt. Auch der Kirchturm fiel dem Beschuss zum Opfer.“
„Durch diese Kampfhandlungen brannten 3 Scheunen und ein Wohnhaus nieder. Der fast 28 Meter hohe Kirchturm wurde abgeschossen. Durch herabfallende Balken und Steine wurde auch der Lehrsaal stark beschädigt.“ (Schulchronik Strinz-Trinitatis)
Der Krieg war zumindest für Strinz vorbei.

##### Gefallen im Kampf um Strinz-Trinitatis am 28.03.1945
| Name                   | Dienstgrad                 | Geburtsdatum | Geburtsort     |
| ---------------------- | -------------------------- | ------------ | -------------- |
| Büttner, Heinz-Günter  | Flakhelfer u. Fahnenjunker | 17.04.1927   | Berlin         |
| Fischer, Wilhelm       | Oberwachtmeister           | 21.02.1914   | Castrop-Rauxel |
| Günther, Karl-Gustav   | Soldat                     | 23.08.1917   | Magdeburg      |
| Mai, Karl              | Gefreiter                  | 12.04.1903   | Hüls           |
| Scheffler, Erwin Erich | Stabsgefreiter             | 12.05.1912   | Glandau        |
| Tkotz, Georg           | Obergefreiter              | 03.05.1923   | Hindenburg     |
| Zettler, Karl          | Fähnrich                   | unbekannt    | Schwabmünchen  |

##### Kriegsschäden in Strinz-Trinitatis
| Straße            | Hausnummer | Beschreibung                                 | Besitzer             |
| ----------------- | ---------- | -------------------------------------------- | -------------------- |
| Große Bachstraße  | 12         | Scheune                                      | Puff, Ernst          |
| Scheidertalstraße | 3          | Scheune und Stall                            | Puff, Karl I.        |
| Scheidertalstraße | 8          | Scheune und Stall (heute Scheidertalstr. 10) | ev. Pfarrei          |
| Scheidertalstraße | 17         | Gehöft                                       | Reinhard, Karl       |
| Panroder Straße   | 15         | Sägewerk                                     | Frankenbach, Herbert |

Der Kirchturm selbst wurde abgeschossen und stürzte wie bereits erwähnt auf die alte Schule. Unzählige weitere Häuser hatten von MG-Feuer durchlöcherte Wände und Decken, die stellenweise heute noch zu erkennen sind. Auch Blindgänger gab es zu genüge, doch diese auch noch aufzuführen wäre zu viel des Guten, weshalb es bei den abgebrannten Gebäuden bleiben soll.

### Nach der Gebietsreform
Bevor sich im Zuge der Gebietsreform in Hessen die damals noch eigenständigen Gemeinden Beuerbach, Kesselbach, Ketternschwalbach, Limbach, Strinz-Trinitatis und Wallbach am 31. Dezember 1971 zur neuen Großgemeinde Hünstetten zusammenschlossen, ernannte man in der letzten Sitzung der Gemeinde Strinz-Trinitatis am 30. Dezember 1971 den damaligen Landrat des Untertaunuskreises Dr. Herbert Günther zum Ehrenbürger von Strinz-Trinitatis. Im selben Zuge ernannte man den Strinzer Bürgermeister Ewald Müller zum Ehrenbürgermeister, während Karl Puff für seine 35-jährige Tätigkeit als Gemeindekassenverwalter ausgezeichnet wurde.
Für alle ehemals eigenständigen Gemeinden wurden Ortsbezirke mit Ortsbeirat und Ortsvorsteher gebildet.
1974 folgte die Auflösung des Untertaunuskreises und die Zusammenlegung zum Rheingau-Taunus-Kreis.
Das Dorfgemeinschaftshaus wurde 2016 in Dr.-Herbert-Günther-Halle benannt. Seit Sommer 2017 heißt der Vorplatz „Lothar-Häring-Platz“.

## Kulturdenkmäler
| Straße            | Hausnummer | Beschreibung                                  |
| ----------------- | ---------- | --------------------------------------------- |
| Hohenweg          | 2          | Hofreite Rau                                  |
| Hohenweg          | 6          | Kleinhofreite Müller                          |
| Kirchberg         | -          | Kirche mit Turm, Kirchenschiff und Chor       |
| Kirchbergstraße   | 5          | ehem. Schule                                  |
| Kirchbergstraße   | 14         | ehem. Schulscheune                            |
| Kleine Bachstraße | 5          | Hofreite Wilhelm Ohlemacher II.               |
| Panroder Straße   | 3          | ehem. Reichsarbeitsdienstlager                |
| Scheidertalstraße | 5          | Wohnhaus der Hofreite Wilhelm Ohlemacher III. |
| Scheidertalstraße | 6          | Brunnen                                       |
| Scheidertalstraße | 8          | ehem. Pfarrhaus                               |
| Scheidertalstraße | 9a         | Gerhardt´s-Scheune                            |

## Politik

### Schultheißen, Bürgermeister und Ortsvorsteher von Strinz-Trinitatis
| Amt           | Name               | Amtszeit |
| ------------- | ------------------ | -------- |
| Schultheiß    | Meckel, Adam       | um 1598  |
| Schultheiß    | Barth, Emmerich    | um 1694  |
| Bürgermeister | Schneider, Philipp | um 1877  |
| Bürgermeister | Heß, August        | um 1895  |
| Bürgermeister | Puff, Ferdinand    | um 1912  |
| Bürgermeister | Menges, Walter     | um 1921  |
| Bürgermeister | Menges, Ludwig     | um 1929  |
| Bürgermeister | Gerhard, Karl      | bis 1945 |
| Bürgermeister | Brühl, Karl        | 1945     |
| Bürgermeister | Müller, Ewald      | bis 1972 |
| Ortsvorsteher | Geier, Arnold      | -        |
| Ortsvorsteher | Böhm, Peter        | -        |
| Ortsvorsteher | Zahn, Markus       | -        |
| Ortsvorsteher | Kraus, Jan         | -        |
| Ortsvorsteher | Häring, Lothar     | -        |
| Ortsvorsteher | Wiegand, Jörg      | heute    |

## Vereine
- Chorgemeinschaft GV „Eintracht Strinz-Trinitatis 1864“ e. V.
- Förderverein der Freiwilligen Feuerwehr Strinz-Trinitatis e. V.
- Förderverein Strinz-Trinitatis e. V.
- Kerbegesellschaft Strinz-Trinitatis
- Modellfluggruppe Strinz-Trinitatis
- Turn- und Sportverein 1920 Strinz-Trinitatis e. V.

## Wappen
Das Wappen zeigt in Blau ein goldenes strahlendes Dreieck, darin ein blaues Auge (→ Gottesauge (Heraldik)).